# Ulrich Plenzdorf
Ulrich Plenzdorf , né le 26 octobre 1934 à Berlin et mort le 9 août 2007 dans la même ville, est un écrivain et scénariste allemand. En 1950, par idéologie communiste, il déménage de Berlin-Ouest vers Berlin-Est, puis se montre très critique à l'égard de la réunification de l'Allemagne, la comparant à l'Anschluss.

## Carrière de romancier
Il est un des romanciers les plus connus de l'ex-RDA.
- Les Nouvelles Souffrances du jeune W., (1972). Son roman le plus connu, traduit en plus de trente langues et vendu à plusieurs millions d'exemplaires. Il évoque le mal-être d'un jeune Allemand de l'Est, tirant des parallèles entre sa vie et celle de Goethe.

## Filmographie non exhaustive
- 1965 : Karla d'Herrmann Zschoche
- 1971 : Connaissez-vous Urban ? (Kennen Sie Urban?) d'Ingrid Reschke
- 1973 : La Légende de Paul et Paula (Die Legende von Paul und Paula) de Heiner Carow
- 1975 : Les Nouvelles Souffrances du jeune W. (Die neuen Leiden des jungen W.) d'Eberhard Itzenplitz (de)
- 1983 : L'Île aux cygnes (Insel der Schwäne) d'Herrmann Zschoche
- 1991 : Le Soupçon (Der Verdacht) de Frank Beyer
- Saison quatre de la série télévisée Liebling Kreuzberg (1992)

## Distinctions
- 1970 : Prix artistique du Freier Deutscher Gewerkschaftsbund, (RDA)
- 1971 : Prix Heinrich Greif (RDA) première classe en collectif pour le film Kennen Sie Urban?
- 1973 : Prix Heinrich Mann
- 1978 : Prix Ingeborg Bachmann pour kein runter kein fern
- 1991 : Prix du téléfilm de la Deutsche Akademie der Darstellenden Künste pour Hüpf, Häschen, hüpf
- 1995 : prix Adolf Grimme